# 莉娜·歐琳

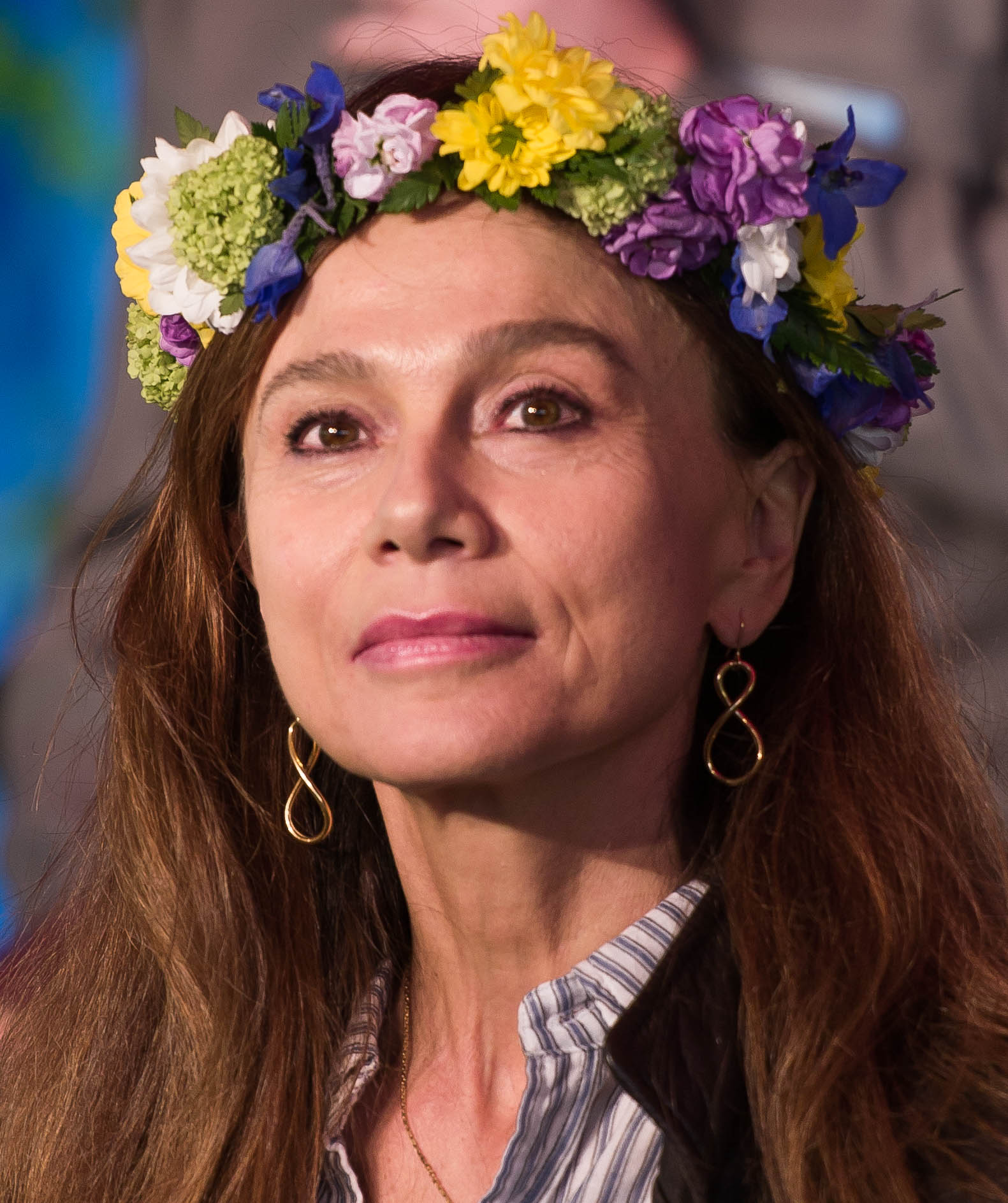
莉娜·歐琳

莉娜·歐琳（Lena Olin，1955年3月22日出生）是一名瑞典女演員，出生於斯德哥爾摩。
莉娜·歐琳出演的第一部電影是1976年的《面對面》，由英格瑪·柏格曼執導。她先後在1988年上映的《情陷布拉格》以及1989年的《冤家，一個愛情故事》出演配角，並以其分別獲得第46屆金球獎以及第62屆奧斯卡金像獎的最佳女配角提名。2000年出演《濃情巧克力》，與茱蒂·丹契皆以飾演片中的配角獲得第54屆英國電影學院獎最佳女配角提名，但皆未獲獎。在電視劇方面，莉娜·歐琳在《雙面女間諜》以及《納粹獵人》中皆有出現。